# ابوتراب نخشبی
عسکر بن حُصَین معروف به ابوتراب نخشبی از مشایخ بزرگ خراسان در قرن سوم هجری به‌شمار می‌رود
استادان او در تصوف شقیق بلخی، حاتم اصم و ابوحاتم عطار بودند. عده‌ای از مشایخ تصوف مانند ابوعبدالله بن جلاء، یوسف بن حسین رازی، ابوعبید بُسَیری، محمد بن علی حکیم ترمذی، شاه شجاع کرمانی، علی بن سهل اصفهانی، احمد بن خضرویه، حمدون قصار و ابوجعفر بن فرجی از مصاحبت او بهره‌مند شدند و ابوحمزه بغدادی و ابوحمز خراسانی در برخی از سفرها او را همراهی کردند. ابوتراب همچنین با بایزید بسطامی دیدار کرد و به او ارادت می‌ورزید. او پس از درگذشت حاتم اصم به شام رفت و کتابهایی در حدیث نوشت که البته امروز از آنها اثری در دست نیست. ابو تراب در سال ۲۴۵ هجری قمری از دنیا رفت.

سخنان ابوتراب نخشبی قدس الله روحه
در این مجموعه   برخی از سخنان زیبای این عارف شوریده را از زبان عارف بزرگ و نامی ایران  شیخ فریدالدین عطار نیشابوری که در  کتاب تذکرة الاولیاء ذکر شده است ، بیان می کنیم :
و گفت: گرسنگی نوری است و سیر خوردگی ناری است و شهوت هیزم آن، که از او آتش زاید. آن آتش فروننشیند تا خداوند آن را نسوزد.
و گفت: در تن فرزند آدم هزار عضو است. جمله از شر و آن همه در دست شیطان است. چون مرید را گرسنه بود، نفس را ریاضت دهد، آن جمله اعضا خشک شود و به آتش گرسنگی جمله سوخته گردد.
و گفت: گرسنگی طعام خدای است در زمین، که تنهای صادقان بان قوت یابد.
و گفت: عارف آن بود که هیچ چیز دوست تر از ذکر خدای ندارد.
و گفت: هرچیزی را زینتی است، و زینت عبادت خوف است و علامت خوف کوتاهی امل است.
منبع : وبلاگ اشعار عرفاتی شعرای بزرگ   

## از سخنان او
در میان اقوالی که از او نقل شده می‌توان تعلیم و اشارات او را بر زهد، ضرورت سفر و توکل متمرکز دید. به ویژه در ترویج توکل و شرح و تبیین دقایق آن وی را ادامه دهنده مشی عرفانی حاتم اصم و شقیق بلخی می‌دانند. با اینکه امروز از او اثری باقی نمانده اما نقل‌هایی از او هست:
عزیز بن محمد نسفی عارف قرن هفتم هجری وقتی در مراتب عالم هستی سخن می‌گوید از او عبارتهایی می‌آورد که دربارهٔ مراتب عالم هستی تصویر تازه ای را ارائه می‌کند: ابوتراب نسفی (نخشبی) می‌گوید: «تمام موجودات یک درخت است و فلک اول، که فلک الافلاک است و محیط موجودات است و ساده و بی نقش است، زمین این درخت است و فلک دوم که فلک ثابتات است، بیخ این درخت است و هفت آسمان که هر یک کوکبی سیاده دارند، ساق این درخت است. زحل که از ما دورتر است زیرتر است و بر آسمان اول است و قمر که به ما نزدیک تر است بالاتر است و هر چیز که از ما دورتر است زیرتر است؛ و عناصر و طبایع شاخهای این درخت اند و معدن و نبات و حیوان برگ و گل و میوه این درخت اند. پس از آنجا که زمین این درخت است تا به اینجا که میوه درخت است هرچند بالاتر می‌آید نازک‌تر می‌شود و شریف تر و لطیف تر می‌گردد. چون مراتب این درخت را دانستی، اکنون بدان که میوه بر سر درخت باشد و زبده و خلاصه درخت بود و شریف تر و لطیف تر از درخت باشد و از درخت هرچیز که به میوه تزدیک تر باشد بالاتر و شریف تر و لطیف تر بود.»